# Sonja Bilgeri
Sonja Bilgeri (verheiratete Torghele; * 13. Juli 1964 in Balderschwang) ist eine ehemalige deutsche Skilangläuferin.

## Karriere
Bilgeri, die für die SC Oberstdorf startete, lief bei den Nordischen Skiweltmeisterschaften 1987 in Oberstdorf auf den 44. Platz über 10 km klassisch, auf den 43. Rang über 20 km Freistil und auf den 41. Platz über 5 km klassisch. Im folgenden Jahr belegte sie bei den Olympischen Winterspielen in Calgary den 48. Platz über 5 km klassisch, den 44. Rang über 10 km klassisch und den 11. Platz zusammen mit Stefanie Birkelbach, Karin Jäger und Birgit Kohlrusch in der Staffel.
Nach ihrer Skilanglaufkarriere eröffnete sie eine Langlaufschule und betreibt mit ihrer Familie im Bergdorf Balderschwang ein Wellnesshotel.